# Taiwan i olympiska vinterspelen
Taiwan har deltagit i olympiska vinterspelen under olika namn, 1972 och 1976 deltog landet som Republiken Kina, men efter en namntwist med Kina och flera års bojkott av olympiska spelen tävlade Taiwan som Kinesiska Taipei från och med spelen 1984 i Sarajevo. Totalt 41 olika deltagare har deltagit i 9 spel.
Landet har aldrig tagit några medaljer under dess tid i olympiska vinterspelen. 

## Deltagande
| Sport            | Från | Till | Deltagare | Herrar | Damer |
| Alpin skidåkning | 1972 | 1992 | 9         | 9      | 0     |
| Bob              | 1984 | 2002 | 16        | 16     | 0     |
| Konståkning      | 1988 | 1998 | 2         | 1      | 1     |
| Längdskidåkning  | 1972 | 1984 | 5         | 5      | 0     |
| Rodel            | 1976 | 2006 | 10        | 7      | 3     |
| Skidskytte       | 1976 | 1984 | 2         | 2      | 0     |

### Efter sport

#### Alpin skidåkning
| Gren                 | Deltagare |
| Herrarnas super-G    | 3         |
| Herrarnas storslalom | 8         |
| Herrarnas slalom     | 8         |

#### Bob
| Gren     | Deltagare |
| Två-man  | 9         |
| Fyr-mans | 15        |

#### Konståkning
| Gren          | Deltagare |
| Singel herrar | 1         |
| Singel damer  | 1         |

#### Längdskidåkning
| Gren            | Deltagare |
| Herrarnas 15 km | 5         |

#### Rodel
| Gren             | Deltagare |
| Herrarnas singel | 7         |
| Mixed dubbel     | 2         |
| Damernas Singel  | 3         |

#### Skidskytte
| Gren              | Deltagare |
| Herrarnas sprint  | 1         |
| Herrarnas distans | 2         |